# 4e division d'infanterie (Australie)
Pour les articles homonymes, voir 4e division.
La 4e division est une division d'infanterie de l'armée australienne.

## Histoire
Elle est formée pendant la Première Guerre mondiale lors de l'expansion des brigades d'infanterie de la Première force impériale australienne (AIF) en février 1916. En plus de la 4e brigade (en) expérimentée (auparavant dans la New Zealand and Australian Division (en)) sont ajoutées les nouvelles 12e (en) et 13e brigades (en) (issus respectivement des bataillons des 4e et 3e brigades (en)). D'Égypte, la division est envoyée en France, où elle participe aux combats sur le front occidental de 1916 à 1918. Après la fin de la guerre, l'AIF est démobilisée et la division dissoute.
En 1921, la 4e division est réactivée en tant que formation des forces militaires citoyennes (milice / réserve). La division effectue des tâches de défense intérieure pendant la majeure partie de la Seconde Guerre mondiale. La composition de la division pendant la Seconde Guerre mondiale change fréquemment, car les brigades sont alternées entre différentes divisions et déplacées vers différentes zones en fonction des besoins. La division passe la majorité de la guerre en Australie-Occidentale, avant de déménager dans le Queensland avant sa désactivation à la fin de 1944.

### Lectures complémentaires
- George Franki et Clyde Slayter, Mad Harry, Australia's Most Decorated Soldier, East Roseville, New South Wales, Kangaroo Press, 2003 (ISBN 978-0-73181-188-5)
- Hatwell, Jeff (2021) Brave Days: The Fourth Australian Division in the Great War. Melbourne, Victoria: Echo Books.  (ISBN 978-0-6485540-8-0).
- Jeff Hatwell, No Ordinary Determination: Percy Black and Harry Murray of the First AIF, Fremantle, Western Australia, Fremantle Arts Centre Press, 2005 (ISBN 978-1-92073-141-0)
- Edward Lynch, Somme Mud: The War Experiences of an Australian Infantryman in France 1916–1919, Milsons Point, New South Wales, Random House, 2006 (ISBN 1-74166-547-7)
- Jonathan Walker, The Blood Tub: General Gough and the Battle of Bullecourt 1917, Staplehurst, United Kingdom, Spellmount, 2000 (ISBN 978-1-86227-022-0)